# Evan Kaufmann
Evan Kaufmann (Tonka Bay, 31 ottobre 1984) è un hockeista su ghiaccio statunitense naturalizzato tedesco, che ha giocato per tutta la sua carriera da professionista nella Deutsche Eishockey Liga con le squadre dei DEG Metro Stars e dei Nürnberg Ice Tigers.

## Palmarès

### Club
- Western Collegiate Hockey Association: 1

University of Minnesota: 2006-2007